# Kris Morlende
Kris Morlende, né le 28 septembre 1979 à Brazzaville (Congo), est un joueur de français basket-ball. Il mesure 1,81 m et joue au poste de meneur.
Son frère, Paccelis Morlende, joue aussi au plus haut niveau.

## Clubs successifs
- 1997 - 1999 :  Saint-Brieuc (Pro B)
- 1999 - 2001 :  FC Mulhouse (Pro B)
- 2001 - 2002 :  CO Beauvais (Pro B)
- 2002 - 2004 :  AS Golbey-Epinal (Pro B)
- 2004 - 2005 :
  -  STB Le Havre (Pro A)
  -  Aix-Maurienne (Pro B)
  -  Chalon-sur-Saône (Pro A)
- 2005 - 2006 :
  -  FC Mulhouse (Pro B)
  -  SPO Rouen Basket (Pro A)
- 2006 - 2007 :  Paris Basket Racing (Pro A)
- 2007 - 2009 :  Saint-Quentin BB (Pro B)
- 2009 - 2010 : pas de club
- 2010 - 2011 :  Étoile de Charleville-Mézières  (Pro B)
- 2011 - 2012 : 
  -  Boulazac  (Pro B)
  -  Quimper  (Pro B)
  -  Nantes  (Pro B)
- 2012 - 2014 :  Blois  (Nationale 1)